# Teodor Seidler
Teodor Leon Seidler (ur. 31 sierpnia 1882 we Lwowie, zm. 24 lipca 1972 w Wałbrzychu) – prawnik polski, adwokat, poseł na Sejm II i III kadencji w II RP.

## Życiorys
Był synem Leopolda (nauczyciela gimnazjum we Lwowie i Stanisławowie) i Marii z Romaszkanów. Egzamin dojrzałości zdał w 1900 w gimnazjum w Stanisławowie. Studiował następnie prawo na Uniwersytecie Wiedeńskim, gdzie w 1905 obronił doktorat praw. Działał w polskich organizacjach młodzieżowych, m.in. „Zet” i Towarzystwie „Młodzież Polska” (w latach 1906–1907 przewodniczący). Po studiach pracował jako adwokat, od 1912 prowadził kancelarię w Stanisławowie. W czasie walk polsko-ukraińskich był internowany przez Ukraińców w obozie w Kosaczowie pod Kołomyją (1919).
W 1921 pełnił funkcję komisarza rządowego na miasto Stanisławów, przez wiele lat sprawował mandat radnego. W latach 1928–1935 zasiadał przez dwie kadencje w Sejmie RP z województwa stanisławowskiego, reprezentując Bezpartyjny Blok Współpracy z Rządem. Należał do Związku Patriotycznego (organizacji kontynuującej działalność „Zet”). W latach 1932–1935 zasiadał w Naczelnej Radzie Adwokackiej, był również członkiem Zarządu Głównego Związku Adwokatów Polskich. Radca Izby Rzemieślniczej w Stanisławowie, w latach 30. wydawał tygodnik „Ziemia Stanisławowska”. W 1936 brał udział w jubileuszowym zjeździe „Zet” w Warszawie.
W czasie II wojny światowej pracował w Warszawie jako radca prawny, po powstaniu warszawskim został ewakuowany do obozu w Pruszkowie. Po wojnie prowadził kancelarię adwokacką w Wałbrzychu, był prezesem Wrocławskiego Oddziału Związku Prawników Polskich. Opublikował kilka prac z prawa publicznego, m.in. Rozważania ustrojowe (1929) i Jednostka, państwo, rząd (1934). 3 października 1935 został odznaczony Krzyżem Oficerskim Orderu Odrodzenia Polski.
Zmarł w Wałbrzychu i tamże został pochowany. Był żonaty od 1912 z Eugenią z Dawidowiczów, miał dwóch synów – Grzegorza (1913–2004, prawnika, profesora UMCS) i Stefana (1915–2003, zootechnika).